# If I Had a Gun
 (mars 2012).
Si vous disposez d'ouvrages ou d'articles de référence ou si vous connaissez des sites web de qualité traitant du thème abordé ici, merci de compléter l'article en donnant les références utiles à sa vérifiabilité et en les liant à la section « Notes et références ».
Singles de Noel Gallagher's High Flying Birds
AKA... What a Life!
(2011) Dream On
(2012)
If I Had a Gun est une chanson du groupe britannique Noel Gallagher's High Flying Birds extrait de l'album High Flying Birds, sorti en 2012. La chanson est sortie en tant que troisième single de l'album le 26 décembre 2011. En Italie, il est sorti comme second single, puisque le single précédent, AKA... What a Life!, a été publié comme single suivant.
I'd Pick You Every Time est un titre de la face B du single, le groupe l'a interprété à leurs concerts au Royaume-Uni.